# Albert Louppe
Jules Albert Louppe, né le 6 juin 1856 à Guny et mort le 5 juillet 1927 à Laval, est un ingénieur et homme politique français. Marié à Gabrielle Hortense Steff (1861-1925) le 11 décembre 1885 à Brest (Finistère), originaire de Moselle, devenue allemande après la guerre de 1870, mais dont la famille avait opté pour la nationalité française et était venue vivre à Brest (son père était marchand de vin)[évasif].

## L'ingénieur et le directeur des poudres

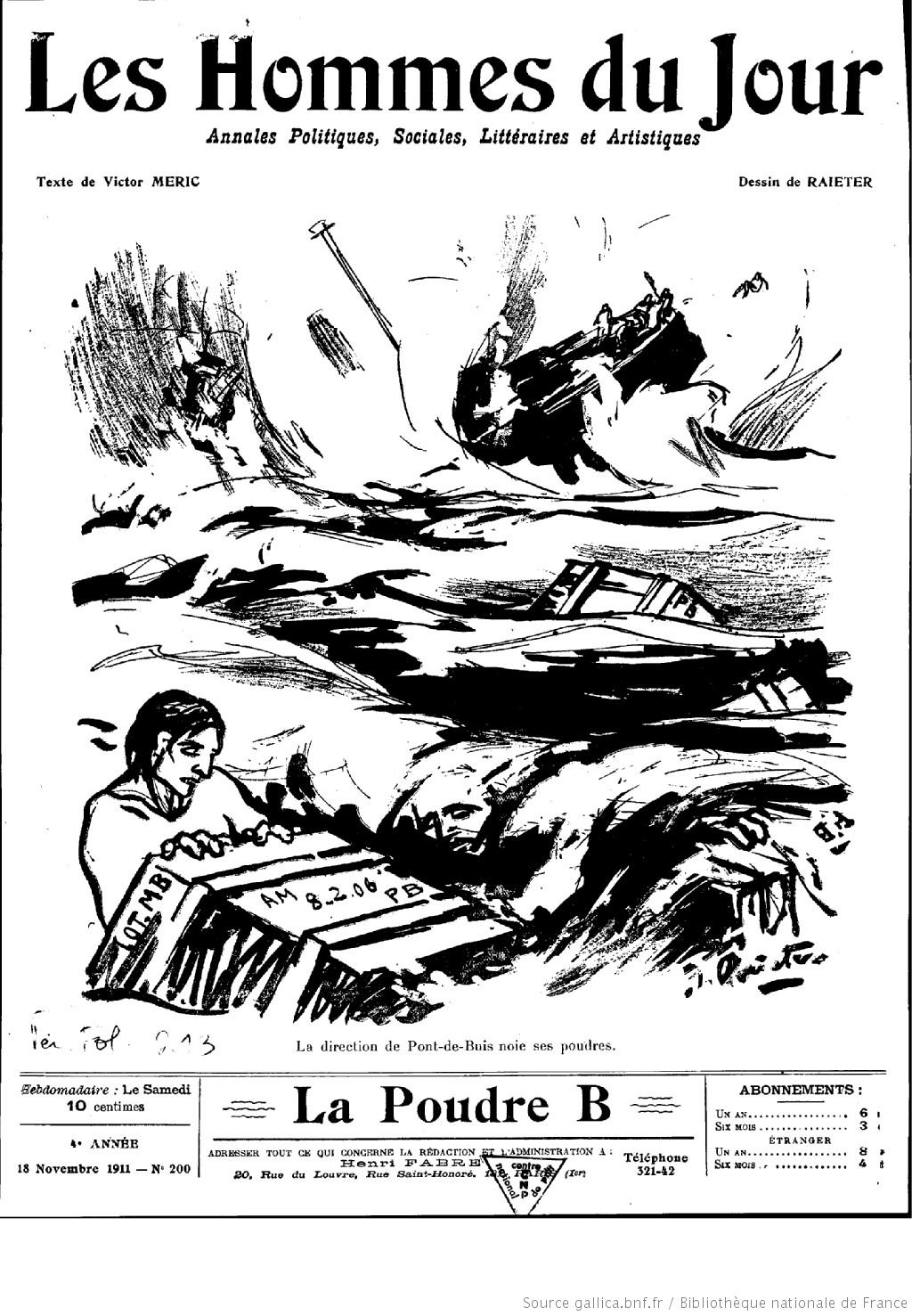
Caricature parue le 18 novembre 1911

De famille paysanne, il sort comme ingénieur des poudres et salpêtres de la promotion 1875 de Polytechnique et dirige, successivement, de 1883 à 1911, deux poudreries, celle du Moulin-Blanc, dans la vallée du Costour au Relecq-Kerhuon près de Brest, puis celle de Pont-de-Buis, puis de nouveau la première des deux à Brest. De violentes controverses l'opposent, lorsqu'il est directeur de celle de Pont-de-Buis à Léopold Maissin, alors directeur de celle du Moulin-Blanc, à propos de la qualité du coton-poudre fourni par la seconde à la première et qui entre dans la composition de la "poudre B" qui vient d'être lancée et qui se révèle instable, provoquant plusieurs accidents graves (explosion des cuirassés Iéna en 1907 et Liberté en 1911 dans le port de Toulon, plusieurs autres cuirassés subissant d'importantes avaries). Un véritable scandale, qui fait les gros titres de la presse nationale de l'époque, se produit alors et les deux directeurs se renvoient les responsabilités ; après avoir permuté leurs postes dans un premier temps, la polémique entre les deux hommes persistant, finissent par être relevés de leurs fonctions en 1912. Albert Louppe est affecté à la poudrerie de Saint-Médard, poste qu'il refuse, préférant une retraite anticipée.
Sa rivalité avec Léopold Maissin est à la fois professionnelle (le scandale des poudres) et politique, la lutte entre Albert Louppe, conservateur, et Léopold Maissin, républicain, radical-socialiste, se manifestant en particulier au conseil général du Finistère dont ils sont tous les deux des élus.

## L'homme politique

### Sa carrière politique

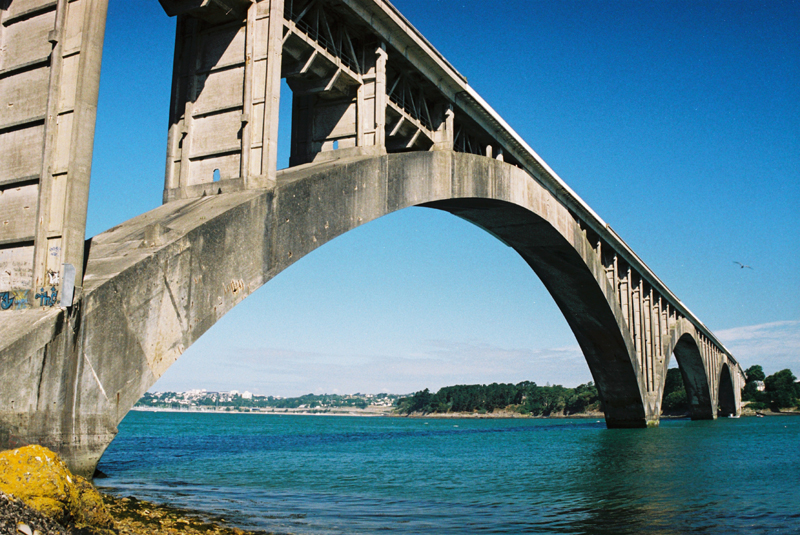
Le pont Albert-Louppe

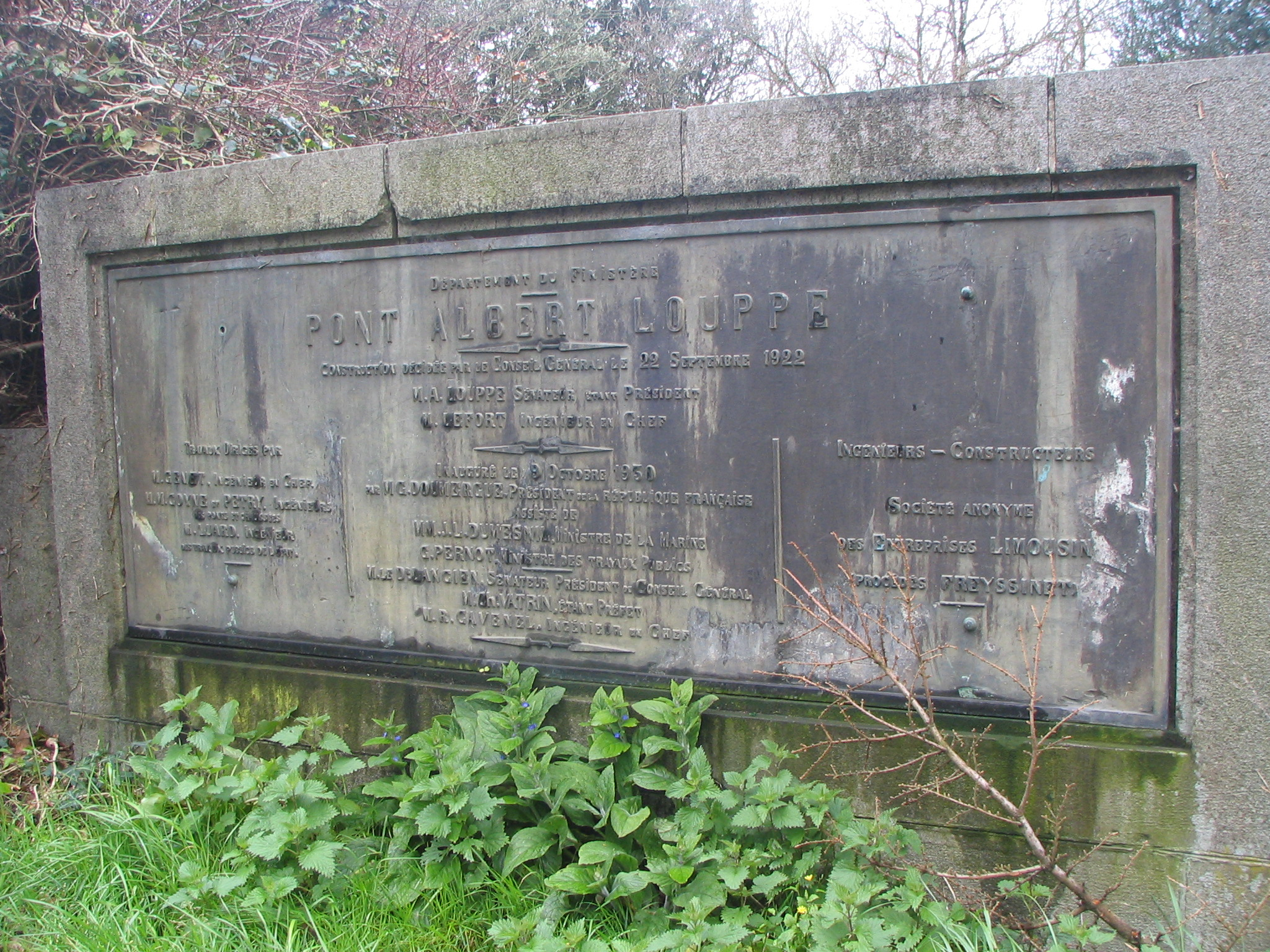
Panneau commémorant la construction du pont Albert-Louppe

Après avoir été conseiller municipal de Guipavas, il est élu conseiller municipal de Quimerch, puis maire de la commune. Il est élu conseiller général du Finistère en 1901 et devient président du conseil général en 1912. Il s'efforce d'obtenir des crédits pour les grands travaux routiers et pour l'amélioration du port de Brest. Il passe commande, en 1922, des premières études pour la construction du pont reliant directement Brest à Plougastel-Daoulas, construit de 1926 à 1930 et dont il ne verra pas l'achèvement, mais l'ouvrage porte maintenant son nom : le pont Albert-Louppe.
En 1914, il est élu député de la 2e circonscription du Finistère, contre Charles Daniélou, député sortant. Il siège alors dans le groupe parlementaire de la Gauche radicale et soutient le gouvernement de Georges Clemenceau dans tous les scrutins importants. Il n'est pas présent sur les listes départementales proposées aux élections législatives de 1919.

En 1921, il est élu sénateur du Finistère et siège dans le groupe parlementaire de la Gauche républicaine. Il joue un rôle important dans la Commission des Travaux publics.

### Ses mandats
- Conseiller municipal de Guipavas de 1884 à 1888
- Conseiller municipal de Quimerch à partir de 1888, puis maire de cette même commune jusqu’à sa mort en 1927
- Conseiller général du canton du Faou de 1901 à sa mort en 1927, et président du conseil général du Finistère à partir de 1912
- Député du Finistère de 1914 à 1919 (circonscription de Châteaulin)
- Sénateur du Finistère de 1921 à sa mort en 1927

## Sources
- « Albert Louppe », dans le Dictionnaire des parlementaires français (1889-1940), sous la direction de Jean Jolly, PUF, 1960 [détail de l’édition]